# CSCL-Globe-Typ
Die Baureihe des CSCL-Globe-Typs zählt zu den größten Containerschiffen weltweit.

## Geschichte
Die Entwicklung der Baureihe wurde am 6. Mai 2013 von der China Shipping Container Lines (CSCL) bei der südkoreanischen Werft Hyundai Heavy Industries in Auftrag gegeben. Das Typschiff wurde am 27. Mai 2014 auf Kiel gelegt. Mit der CSCL Arctic Ocean wurde am 20. März 2015 das fünfte Schiff der Baureihe abgeliefert. Der Kaufpreis betrug rund 127 Millionen Euro je Einheit. Die Schiffe werden in der Linienschifffahrt zwischen Europa und Ostasien eingesetzt.
Seit der Fusion der China Shipping Group mit COSCO zur China COSCO Shipping Corporation 2016 fahren die Schiffe für die China COSCO Shipping Corporation.

### Havarie derCSCL Indian Oceanim Februar 2016 auf der Elbe
Am 3. Februar 2016 meldete die für den Hamburger Hafen bestimmte CSCL Indian Ocean der Verkehrszentrale Brunsbüttel gegen 22:10 Uhr den Ausfall ihrer Ruderanlage. Das Schiff trieb gegen 22:20 Uhr nördlich aus dem Fahrwasser der Unterelbe und lief dann dicht östlich der Elbinsel Lühesand auf Grund. Nach zwei vergeblichen Versuchen, das Schiff mit sechs bzw. sieben Schleppern zurück ins Fahrwasser zu ziehen, übernahm das Havariekommando Cuxhaven am 4. Februar 2016 die Leitung der Bergung des Havaristen. Bis zum 8. Februar wurde das Schiff um 6506 t geleichtert (davon 2506 t Treibstoffe), um den Tiefgang zu vermindern. Saugbagger trugen zudem etwa 45.000 m³ Sedimente um das Schiff ab.
Mit der 1,2 m über normal aufgelaufenen Springtide wurde das Schiff am frühen Morgen des 9. Februar mit Hilfe von zwölf Schleppern freigeschleppt und in den Hamburger Hafen gebracht, den es nach Ladungsumschlag und eingehender Prüfung am 12. Februar aus eigener Kraft wieder verließ. Die Bundesstelle für Seeunfalluntersuchung (BSU) fand eine falsch verkabelte Sicherungseinrichtung der Ruderanlage als Ursache des Ruderversagers heraus.

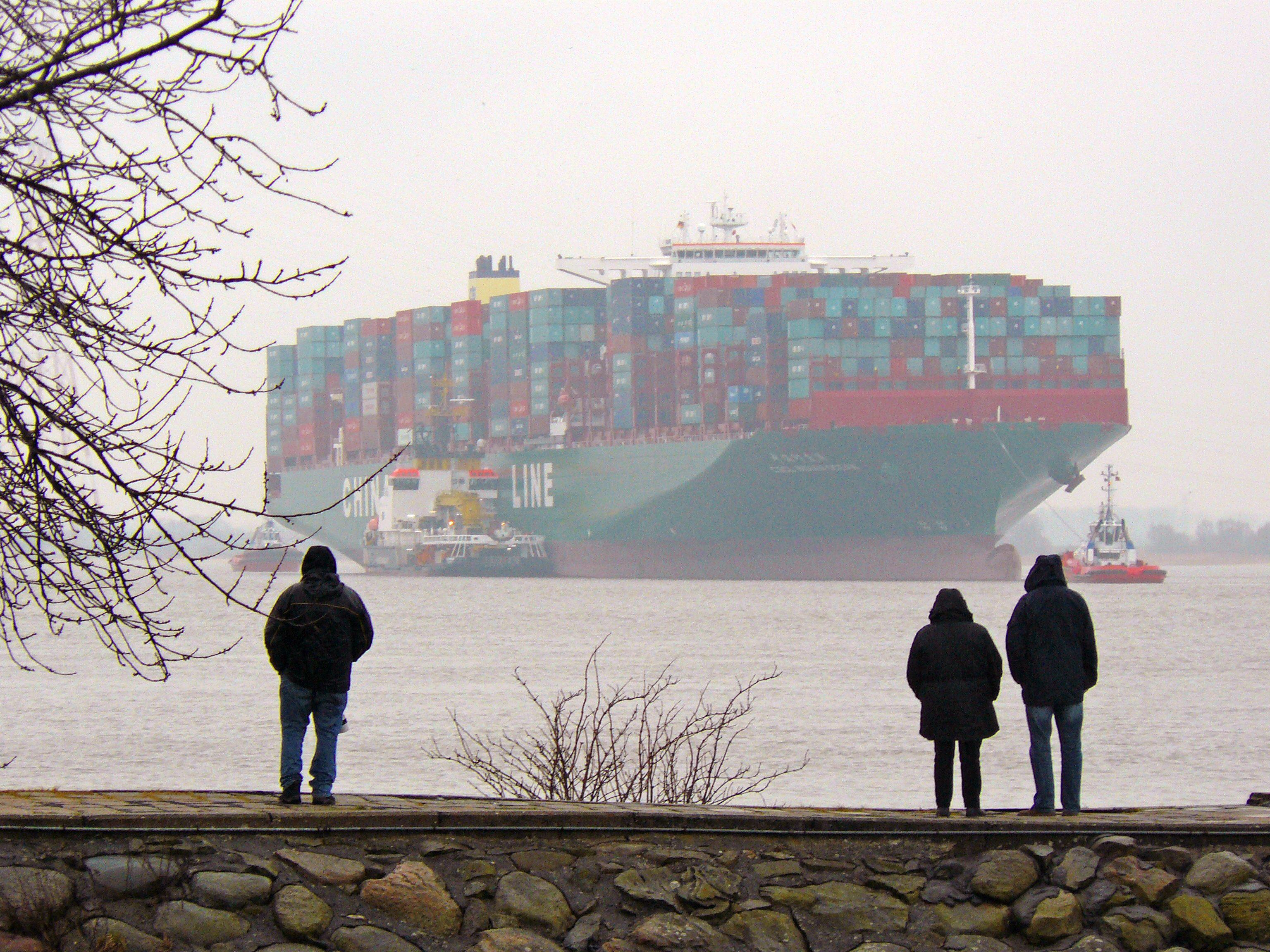
Zwischen dem Havaristen und dem Lüheanleger im Vordergrund liegt das 250 m breite Fahrwasser der Elbe.
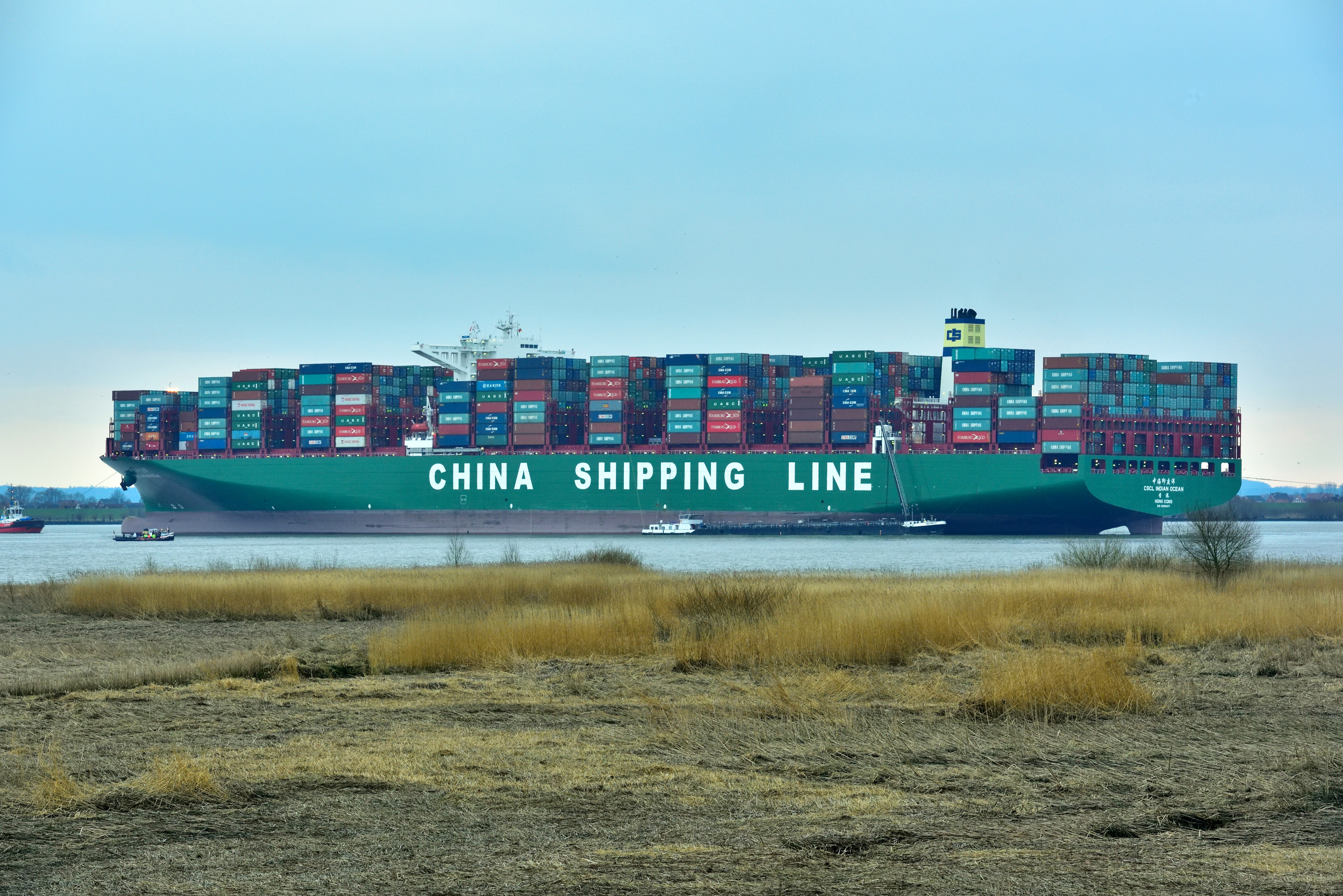
Das festsitzende Schiff aus Norden, nahe der Hochspannungsleitungen der Elbekreuzung bei Hetlingen
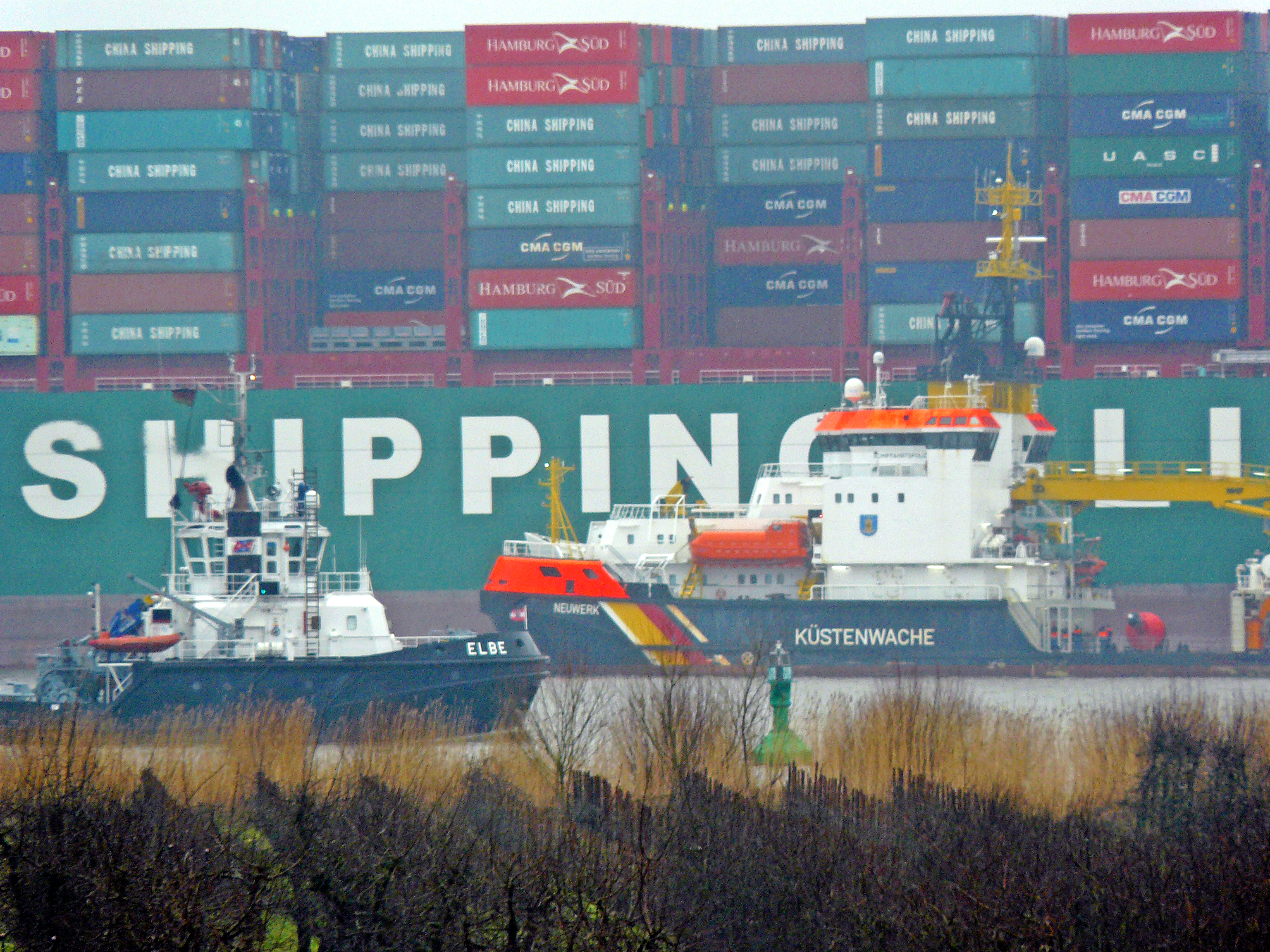
Mehrzweckschiff Neuwerk vor der CSCL Indian Ocean; im Vordergrund die Fahrwassertonne 116
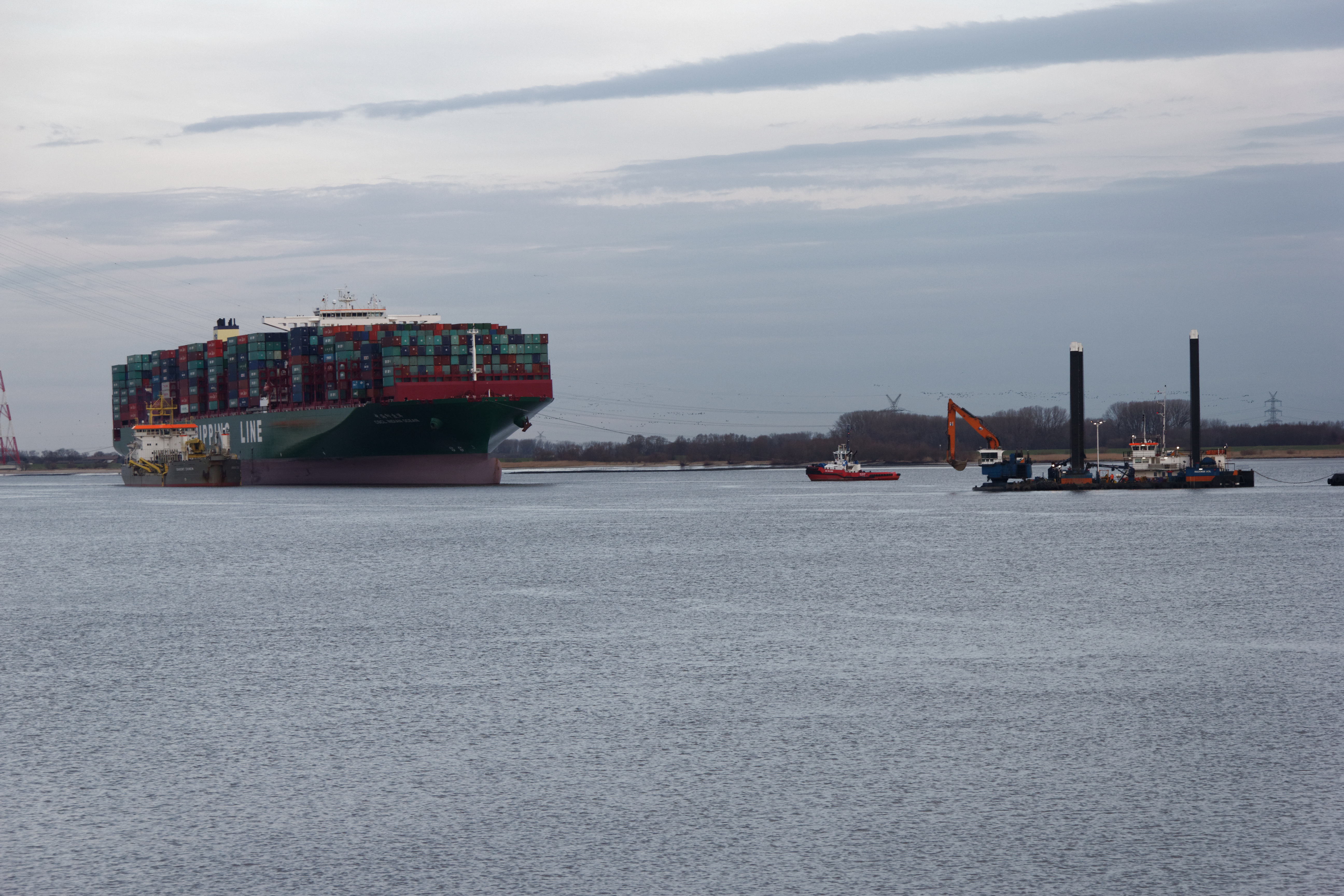
Saugbagger Barent Zanen an der Steuerbordseite, Arbeitsponton Razende Bol vor dem Bug

## Technik
Die bei DNV GL klassifizierten Schiffe zählen zur Gruppe der ULCS-Containerschiffe. Sie haben vergleichbare Abmessungen wie die Einheiten der Triple-E-Klasse bei einer größeren Anzahl an Container-Stellplätzen und einer geringeren Tragfähigkeit.

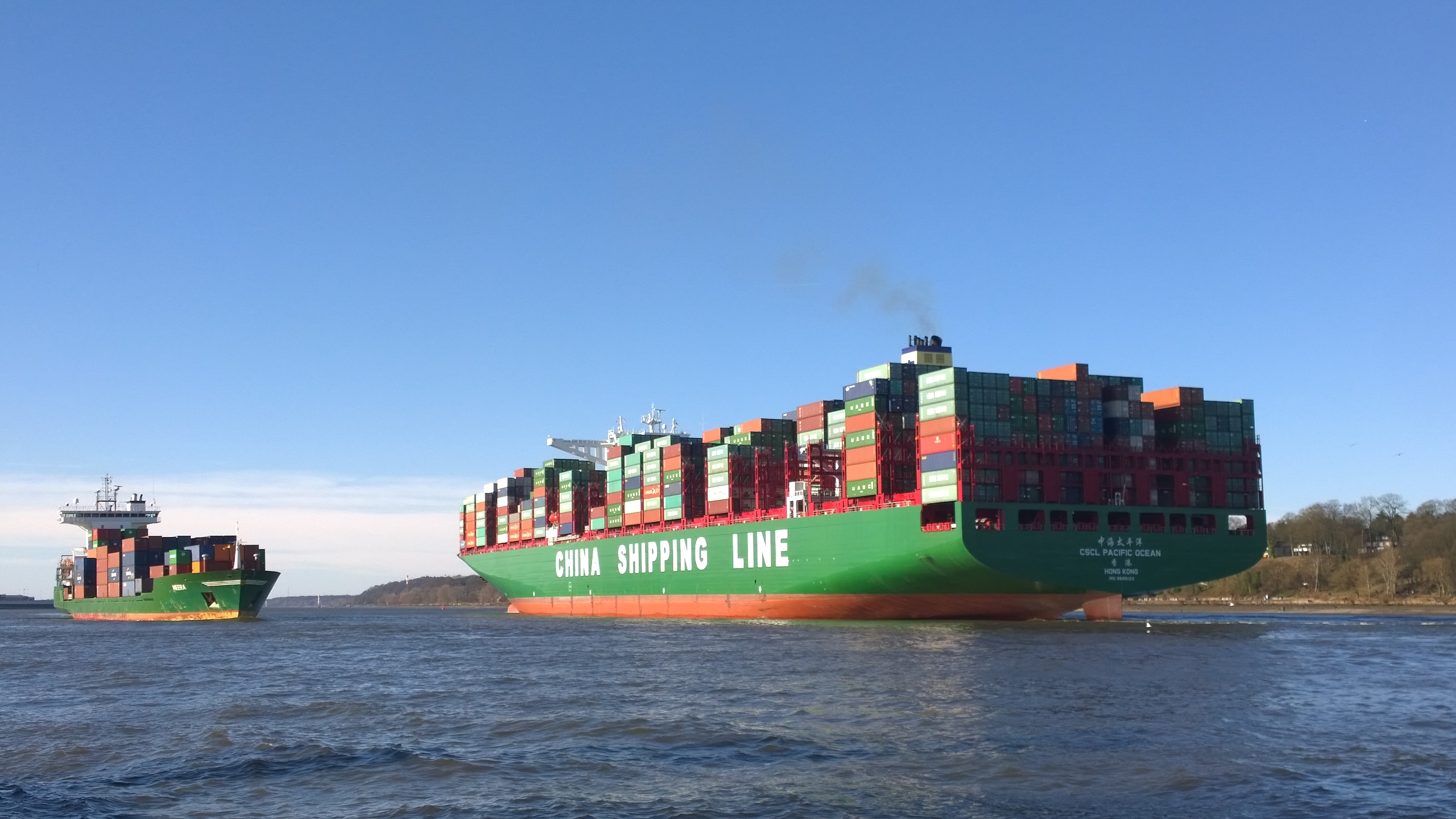
Größenvergleich der CSCL Pacific Ocean mit einem Feederschiff

Schiffbaulich auffallend ist das Deckshaus, das weiter vorne als bei der Mehrzahl der herkömmlichen Containerschiffe steht, was einen verbesserten Sichtstrahl und somit eine höhere vordere Decksbeladung ermöglicht. Vor dem Deckshaus sind neun 40-Fuß-Bays, dahinter 11 Bays und hinter dem Maschinenaufbau vier weitere Bays angeordnet. Im Sinne des Umweltschutzes in der Seeschifffahrt sind die unterhalb des Aufbaues angeordneten Bunkertanks erwähnenswert, die die MARPOL-Vorschriften erfüllen. Die Laderäume der Schiffe werden mit Pontonlukendeckeln verschlossen. Die maximale Containerkapazität wurde zunächst mit 18.270 TEU angegeben, durch eine höhere Anzahl von Stellplätzen für Leercontainer an Deck sollen die Einheiten jedoch ohne technische Änderungen mit nominal 19.000 TEU zur Ablieferung kommen. Bei voller Ausnutzung der Stellplatzkapazität könnte ein durchschnittliches Containergewicht von rund 10,25 Tonnen transportiert werden, beim für Vergleichszwecke üblicherweise angenommenen durchschnittlichen Containergewicht von 14 Tonnen verringert sich die Kapazität auf deutlich unter 14.000 Einheiten. Anschlüsse für Integral-Kühlcontainer sind vorhanden.
Der Antrieb der Schiffe besteht aus einem bei Hyundai in Lizenz gebauten Zweitakt-Dieselmotor vom Typ MAN B&W 12S90ME-C Mark 9.2 mit einer maximalen Leistung von 69.720 kW bei 84/min, der auf einen einzelnen Festpropeller wirkt. Die Leistung dieses – den Abmessungen nach zweitgrößten Motors der Welt – wurde zur Reduzierung des Kraftstoffverbrauchs auf 56.800 kW herabgesetzt.

## Die Schiffe
| Bauname             | Baunummer | IMO-Nummer | Kiellegung Stapellauf Ablieferung                  | Umbenennung und Verbleib | Referenzen |
| ------------------- | --------- | ---------- | -------------------------------------------------- | ------------------------ | ---------- |
| CSCL Globe          | 2696      | 9695121    | 27. Mai 2014 23. August 2014 18. November 2014     | so in Fahrt              | [ 14 ]     |
| CSCL Pacific Ocean  | 2697      | 9695133    | 8. Juli 2014 6. Oktober 2014 19. Dezember 2014     | so in Fahrt              | [ 15 ]     |
| CSCL Atlantic Ocean | 2698      | 9695145    | 9. Juni 2014 1. November 2014 29. April 2015       | so in Fahrt              | [ 16 ]     |
| CSCL Indian Ocean   | 2699      | 9695157    | 26. August 2014 15. November 2014 23. Januar 2015  | so in Fahrt              | [ 17 ]     |
| CSCL Arctic Ocean   | 2700      | 9695169    | 22. September 2014 23. Dezember 2014 20. März 2015 | so in Fahrt              | [ 18 ]     |